# Presidente Kennedy (Tocantins)
 (mai 2018).
Si vous disposez d'ouvrages ou d'articles de référence ou si vous connaissez des sites web de qualité traitant du thème abordé ici, merci de compléter l'article en donnant les références utiles à sa vérifiabilité et en les liant à la section « Notes et références ».
Presidente Kennedy est une municipalité brésilienne située dans l'État du Tocantins.